# Sung Lien
Sung Lien (čínsky pchin-jinem Sòng Lián, znaky 宋濂; 1310–1381) byl za vlády dynastie Jüan jedním z představitelů neokonfuciánské školy ťin-chua. Později se stal literárním a politickým poradcem Ču Jüan-čanga, zakladatele a prvního císaře říše Ming.

## Jména
Sung Lien používal zdvořilostní jméno Ťing-lien (čínsky pchin-jinem Jǐnglián , znaky 景濂) a pseudonym Čchien-si (čínsky pchin-jinem Qiánxī , znaky zjednodušené 潜溪, tradiční 潜溪). Obdržel posmrtné jméno Wen-sien (čínsky pchin-jinem Wénxiàn , znaky zjednodušené 文宪, tradiční 文憲).

## Život
Sung Lien pocházel z čeťiangského okresu Pchu-ťiang. Studoval konfuciánství, u úřednických zkoušek neuspěl, nicméně roku 1349 získal místo v akademii Chan-lin. Roku 1356 odešel do ústraní. Jeho pověst učence mu později dopomohla k místu inspektora konfuciánských škol. Byl zastáncem synkretické jednoty „tří učení“ (konfuciánství, buddhismu a taoismu).
Po roce 1360 se přidal na stranu protimongolského povstalce Ču Jüan-čanga, jednoho z válečníků povstání rudých turbanů, který v Nankingu budoval vlastní režim nezávislý na mongolské říši Jüan. Roku 1368 se Ču Jüan-čang prohlásil císařem nové říše Ming.
Jako hlava Historického úřadu mingské vlády řídil kompilaci oficiálních dějin dynastie Jüan – Jüan š’, důležitého pramene pro poznání dějin Číny, Mongolska a přilehlých oblastí. Sestavení Jüan š’, pod dozorem mingské vlády, bylo dokončeno roku 1370. Dílo zakotvilo oficiální výklad dějin předešlé dynastie. Pod Sungovým vedením byla změněna stará konfuciánská historiografická tradice a prosazen nový přístup předpokládající při řízení lidských záležitostí přihlédnutí stejně tak k historické zkušenosti, jako k učení velkých konfuciánských klasiků.
Zemřel na cestě do vyhnanství, jeho vnuk totiž patřil mezi osoby postižené v souvislosti s aférou Chu Wej-junga, což s sebou neslo trest pro celou rodinu. Dotyčný vnuk byl popraven, Sung Lienův život zachránila intervence císařovny Ma a korunního prince Ču Jün-wena.
Za své zásluhy byl poctěn posmrtným jménem Wen-sien (čínsky pchin-jinem Wénxiàn , znaky zjednodušené 文宪, tradiční 文憲),